# Irene Genna
Irene Genna (Atene, 4 gennaio 1931 – Roma, 6 febbraio 1986) è stata un'attrice italiana.

## Biografia
Nata ad Atene, in Grecia, da padre italiano e madre greca, è madre di Evelina Nazzari, nata dalla sua unione con l'attore Amedeo Nazzari, sposato l'anno prima.
Attiva negli anni cinquanta, ha preso parte anche a lavori per la televisione italiana (Rai), come Il romanzo di un maestro, con Armando Francioli, girato nel 1959 sotto la regia di Mario Landi.
È morta dopo una lunga malattia.

## Filmografia
- I due orfanelli, regia di Mario Mattoli (1947)
- Fifa e arena, regia di Mario Mattoli (1948)
- La sirena del golfo, regia di Ignazio Ferronetti (1948)
- Ma chi te lo fa fare?, regia di Ignazio Ferronetti (1948)
- Le due madonne, regia di Enzo Di Gianni e Giorgio Simonelli (1949)
- La roccia incantata, regia di Giulio Morelli (1949)
- È primavera..., regia di Renato Castellani (1950)
- La portatrice di pane (La Porteuse de pain), regia di Maurice Cloche (1950)
- I bastardi (Né de père inconnu), regia di Maurice Cloche (1950)
- Verginità, regia di Leonardo De Mitri (1951)
- Viva il cinema!, regia di Enzo Trapani (1952)
- Papà ti ricordo, regia di Mario Volpe (1952)
- Viva la rivista!, regia di Enzo Trapani (1953)
- Sua Altezza ha detto: no!, regia di Maria Basaglia (1953)
- Martin Toccaferro, regia di Leonardo De Mitri (1953)
- Finalmente libero, regia di Ruggero Maccari (1953)
- Amanti del passato, regia di Adelchi Bianchi (1953)
- Giuseppe Verdi, regia di Raffaello Matarazzo (1953)
- La schiava del peccato, regia di Raffaello Matarazzo (1954)
- Figaro, il barbiere di Siviglia, regia di Camillo Mastrocinque (1955)
- La ladra, regia di Mario Bonnard (1955)
- Storia di una minorenne, regia di Piero Costa (1956)
- Il tiranno del Garda, regia di Ignazio Ferronetti (1957)
- Il romanzo di un maestro (1959, sceneggiato televisivo)

## Doppiatrici
- Rosetta Calavetta in La roccia incantata, Verginità
- Micaela Giustiniani in La schiava del peccato